# Mario Pineida
Mario Alberto Pineida Martínez (Santo Domingo, 6 luglio 1992) è un calciatore ecuadoriano, difensore del Barcelona SC.

## Carriera

### Club
Ha esordito nell'Independiente José Terán.

### Nazionale
Nel 2011 viene convocato nell'Under-20 per prendere parte al campionato mondiale di calcio Under-20.

## Palmarès

### Club

#### Competizioni nazionali
- Campionato ecuadoriano: 2

Barcelona SC: 2016, 2020
- Copa Ecuador: 1

El Nacional: 2024

#### Competizioni statali
- Campionato Carioca: 1

Fluminense: 2022